# Los Irregulares de Baker Street
Los Irregulares de Baker Street son un grupo de personajes creados por Arthur Conan Doyle en la novela Estudio en escarlata (1886). Su nombre se ha utilizado posteriormente para denominar otros grupos reales.

## Los personajes originales
Son un grupo de niños que viven en la calle y que ayudan al detective Sherlock Holmes, quien les pagaba un chelín diario por sus servicios, y una guinea si le ofrecían una pista válida. El cabecilla del grupo se llama Wiggins.
Los personajes han protagonizado posteriormente dos series de la BBC, y una saga propia de libros, Sherlock Holmes y los Irregulares de Baker Street, escritas por Tracy Mack y su esposo Michael Citrin.

## Grupo de Operaciones Especiales
El Special Operations Executive (SOE), creado por Winston Churchill, procesaba información sobre todo lo que ocurría en Londres, y tenía sus oficinas en el número 64 de Baker Street, por lo que pronto se hicieron con este sobrenombre.

## Organización
Es el nombre de un grupo de entusiastas de la obra de Conan Doyle, fundado en 1934. Miembros honorables de la misma han sido los expresidentes de los Estados Unidos Franklin Delano Roosevelt y Harry S. Truman, el escritor Isaac Asimov o el creador de cómics Neil Gaiman.
- Datos: Q3154573